# Thallumetus pineus
Thallumetus pineus är en spindelart som först beskrevs av Chamberlin och Ivie 1944.  Thallumetus pineus ingår i släktet Thallumetus och familjen kardarspindlar. Inga underarter finns listade i Catalogue of Life.